# Federico Motta Editore
Federico Motta Editore è una casa editrice italiana.

## Storia
Nel 1929 Federico Motta fonda l'azienda che inizialmente chiama Cliché Motta. Specializzata nella riproduzione fotomeccanica e nella stampa a colori, ben presto si affaccerà nel settore dell'editoria stampando negli anni trenta tra i maggiori fumetti dell'epoca, tra cui Dick Fulmine, Zambo, Tony Falco.
Il 10 maggio 1952 viene pubblicata la prima edizione dell'Enciclopedia Motta che sfrutta un sistema di distribuzione a fascicoli, ottenendo un buon successo di vendite. Nel 1954 l'editore decide di abbandonare la distribuzione nelle edicole a favore dei canali di distribuzione tradizionali e della vendita porta a porta.
Negli anni sessanta subentrano alla guida dell'azienda i figli Anselmo e Virginio Motta che nel 1965, dopo la morte del padre, istituiscono a suo nome una borsa di studio per studenti della scuola media inferiore. Sul finire degli anni ottanta alla guida dell'azienda si insedia, come amministratore delegato, Federico Motta, figlio di Virginio, che darà il via alla nascita del Gruppo Editoriale Motta. Dal 2010 Virginio Motta ricopre la carica di presidente onorario della società.
L'enciclopedia è composta da circa 15 volumi a partire dagli anni '60 (A-Z), cui dagli anni '70 si aggiungono dizionari e appendici con tavole Transvision, e una serie di collane pensate come integrazione e completamento dell'enciclopedia vera e propria:
- Universo della Psicologia (prima edizione: Milano, 1982, 6 volumi, 3.379 pagine),
- 4 Decenni di Storia Contemporanea (5 volumi iniziali: 1900-1929, anni '40, '50, '60, '70, cui poi si aggiungono anni '80 e anni '90),
- Dizionario della letteratura universale (1972, 4 volumi; 1998, 6 volumi),
- Dizionario della letteratura contemporanea (4 volumi),
- Enciclopedia Geografica Universale (5 volumi: Europa, Oceania, Asia, Africa, America, e 2 atlanti geografici), Arte Universale Motta (arte e archeologia: 1. Dalla preistoria all'Alto Medioevo, 2. Dal Medioevo al Rinascimento, 3. Dal Barocco all'arte contemporanea, 4. L'arte extraeuropea),
- Enciclopedia Motta di Scienze Naturali (10 voll.: 5 di zoologia, 3 di botanica, 2 di geologia-mineralogia-paleontologia).

Nel '91 pubblica la prima enciclopedia multimediale italiana. 

Il 28 maggio 1996 il gruppo sigla un accordo con la Walt Disney Company per la produzione e distribuzione de La Grande Enciclopedia per i Ragazzi Motta/Disney.
Nel 2000 nasce l'Enciclopedia Motta On Line, enciclopedia universale con oltre 485.000 pagine web, comprendente più di 220.000 voci, 14.000 illustrazioni a colori e dodici ore di documentazione audio.
Il 10 aprile 2004 la casa editrice riceve dal Presidente della Repubblica Italiana Carlo Azeglio Ciampi il Premio Speciale per la Cultura 2003 "per l'impegno profuso dall'editore, in questi ultimi anni, a diversificare e contribuire alla crescita di un settore strategico per l'arricchimento sociale e culturale del nostro Paese come quello dell'editoria".
Nel 2006 da una collaborazione con il Parco Oltremare di Riccione, Turisti per caso e il Museo di storia naturale di Milano, nasce il progetto La bussola della conoscenza: un progetto formativo rivolto alle scuole primarie e secondarie di primo grado, dedicato al tema dell'evoluzione e in particolar modo a Charles Darwin attraverso il laboratorio didattico multimediale “Il Viaggio di Darwin”. Pubblicato anche su CD-Rom, il “Viaggio di Darwin” ottiene il premio Pirelli INTERNETional Award, come miglior prodotto multimediale italiano del 2006.
In quest'anno e nei successivi l'attenzione dell'editore si focalizza sui sistemi multimediali di contenuti formativi per lo studio e la didattica.
Nel 2012, dopo una lunga indagine, l'Autorità Garante della concorrenza e del mercato ha accertato la pratica commerciale ingannevole e aggressiva posta in essere nel 2011 da Federico Motta Editore S.p.A..
Nel 2013 il TAR del Lazio ha accolto il ricorso della società riconoscendo la piena correttezza e trasparenza dell'operato di FME, sia nel rispettare il libero esercizio del diritto di recesso da parte dei propri clienti in tutti i casi previsti dalla legge, sia nel promuovere presso le famiglie i propri strumenti multimediali per la formazione. Il TAR ha invece confermato un'oggettiva responsabilità nel non avere adeguatamente controllato e, dove necessario, tempestivamente sanzionato i comportamenti di determinati componenti della rete commerciale nell'attività di vendita di prodotti cartacei presso la clientela più tradizionale. Il TAR ha quindi ridotto alla metà la sanzione prevista da AGCM, in considerazione dell'esiguità del fenomeno rispetto al complesso dell'attività aziendale e viste le pur tardive misure correttive adottate dall'azienda.
L’opera di maggior prestigio distribuita da Federico Motta Editore nell'ultimo decennio è Historia – La grande storia della civiltà europea, impresa titanica curata da Umberto Eco per Federico Motta Editore: un’opera enciclopedica di nuova concezione che attraverso la storia, le scienze, le arti, la filosofia, la musica, la letteratura e la religione raccoglie un lavoro unico di organizzazione delle conoscenze sulla storia della civiltà europea dalle antiche civiltà del vicino oriente al Novecento.
Un affresco degli eventi, del pensiero, della vita quotidiana, della cultura in tutte le sue articolazioni: un’opera complessa e di ampio respiro, curata dai massimi esperti e studiosi delle rispettive discipline coordinati da Umberto Eco. La collana Historia si compone di tre grandi opere, che ripercorrono altrettanti periodi storici: l’Antichità; il Medioevo; l’Età Moderna.
Historia, pubblicata da Federico Motta Editore a partire dal 2007, è nata sulle fondamenta di un progetto innovativo che ha segnato l’inizio delle prime opere editoriali disponibili su CD-Rom - Encyclomedia - la prima enciclopedia multimediale nata sul finire degli anni ’90 dalla collaborazione tra Danco Singer, esperto di editoria multimediale, e Umberto Eco.

## Premio Obiettivo Europa
Negli anni novanta, venne lanciato il Premio Obiettivo Europa come riconoscimento per tutti coloro che si adoperavano per lo sviluppo della politica e della cultura europea. Il premio consisteva in una scultura di Arnaldo Pomodoro intitolata Messaggio. Fra i premiati si possono annoverare Simone Veil, Jacques Delors e Helmut Schmidt.